# Harold Gabow
Harold N. (Hal) Gabow est un informaticien américain connu pour ses recherches sur les algorithmes de graphes et les structures de données. Il est professeur émérite à l'université du Colorado à Boulder, et est fondateur et ancien rédacteur en chef de ACM Transactions on Algorithms,.

## Éducation et carrière
Gabow est diplômé summa cum laude de l'université Harvard en 1968, avec une licence en mathématiques. Il a terminé son Ph. D. en informatique en 1973 à l'université Stanford ; sa thèse, Implementations of algorithms for maximum matching on nonbipartite graphs, a été supervisée par Harold S. Stone (en),.
Après avoir travaillé comme instructeur à l'université de Pennsylvanie pendant un an, il rejoint la faculté de l'université du Colorado à Boulder en 1973 en tant que professeur assistant en informatique. Il est nommé professeur associé en 1979 et promu professeur titulaire en 1986 ; il prend sa retraite en tant que professeur émérite en 2008.
Gabow est le fondateur et rédacteur en chef d'ACM Transactions on Algorithms (TALG), qui a publié son premier numéro en 2005, après la démission massive du comité de rédaction de son prédécesseur, le Journal of Algorithms d'Elsevier. Il a démissionné de ce poste de rédacteur en chef à sa retraite en 2008.

## Reconnaissance
Gabow a été nommé ACM Fellow en 2002, « pour ses contributions aux algorithmes efficaces pour les flots, la connectivité et le couplage ». Il a également remporté plusieurs prix pour services distingués de l'Association for Computing Machinery.

## Vie personnelle
Gabow est marié au médecin et cadre de soins de santé Patricia A. Gabow.